# Festa patronal
Una festa patronal és una festa popular que engloba el conjunt de solemnitats amb què una població celebra el patronatge d'un sant o una santa, l'advocació a la Mare de Déu o d'una marededeu de la localitat o commemora un fet important de la seva història o tradició religioses. De vegades una festa patronal pot ser alhora una festa major, si és la festa més destacada del poble.